# Бюрсен (Во)
Бюрсен (фр. Bursins) — громада  в Швейцарії в кантоні Во, округ Ньйон.

## Географія
Громада розташована на відстані близько 105 км на південний захід від Берна, 28 км на захід від Лозанни.
Бюрсен має площу 3,4 км², з яких на 13,2% дозволяється будівництво (житлове та будівництво доріг), 54,4% використовуються в сільськогосподарських цілях, 32,4% зайнято лісами, 0% не є продуктивними (річки, льодовики або гори).

## Демографія
2019 року в громаді мешкало 783 особи (+6,2% порівняно з 2010 роком), іноземців було 21,3%. Густота населення становила 232 осіб/км².
За віковим діапазоном населення розподілялося таким чином: 23,8% — особи молодші 20 років, 59,4% — особи у віці 20—64 років, 16,9% — особи у віці 65 років та старші. Було 323 помешкань (у середньому 2,4 особи в помешканні).
Із загальної кількості 392 працюючих 41 був зайнятий в первинному секторі, 63 — в обробній промисловості, 288 — в галузі послуг.